# Charles II Brûlart de Genlis
Charles II Brûlart de Genlis, est né vers 1600 et mort le 14 mai 1669, est un religieux français, aumônier du roi.

## Biographie

### Famille
Charles II Brûlart de Genlis, est le troisième fils de Gilles Brûlart de Genlis, chevalier, seigneur de Genlis et de Crosne, Abbécourt, Triel, Marizelle, Bichancourt, Le Bac-d'Arblincourt, Bailli de Chauny, gentilhomme ordinaire de la Chambre du Roi, Doyen des conseillers du Roi au Conseil d'État qui se maria avec Anne de Halluin (morte en 1607)), fille de Charles de Halluin, seigneur de Peene (Piennes), marquis de Maignelais, et époux le 18 janvier 1559 Anne Chabot (alias Jeanne) Chabot, dame d’honneur de Marie Stuart, Reine de France (1559), puis de Marguerite de Valois (1562-1570).
Il fait partie d'une fratrie comptant 6 enfants dont: 
- Charles Brûlart de Genlis mort dans un duel en 1649
- Florimond Ier Brûlart de Genlis, époux de Charlotte de Brunetel de Blécourt de Béthencourt, et secondes noces Élisabeth Marguerite de Bovelles.

puis après Charles II, suivent:
- François Brûlart de Genlis, chevalier de Malte
- Anne Brûlart de Genlis.

À la suite de la mort de sa mère en 1607, son père convole en secondes noces avec Claude Aux-Épaules qui lui donnera un fils:
- René Brûlart de Genlis dit "baron de Genlis" (1617-1696), marquis de Pisy et de Genlis, seigneur de Crosne, maître de camp d'un régiment de cavalerie, capitaine d'une compagnie au régiment des Gardes, lieutenant des gendarmes d'Anjou, lieutenant-général des armées du Roi, gouverneur de Fort-Barrault et frontière du Dauphiné, époux d'Anne de Longueval[1].

### Carrière
Abbé de l'abbaye Saint-Pierre de Neauphle-le-Vieux en 1585, qu'il résigne au profit de son oncle : Charles Ier Brûlart de Genlis en 1621. Il devient prieur commendataire en 1624 à la place de son oncle Charles Ier de l'abbaye Saint-Magloire de Léhon qu'il conservera jusqu'en 1668, un an avant son trépas. Cette même année il succède à Charles III Brûlart de Genlis à la tête de l'abbaye Sainte-Élisabeth de Genlis, monastère de Prémontrés au sein du fief familial. Il est également à la direction de l'abbaye de Joyenval, lorsqu'il meurt le 14 mai 1669.

## Armoiries

Armes de la famille Brûlart

« De gueules, à la bande d'or, chargée d'une traînée de sable, accompagnée de cinq barillets du même »
Blason de Brulard de Sillery, seigneur de Genlis, de Sillery et de Puisieulx, sur Armorial Général